# UNL
Ngôn ngữ mạng chung (UNL) là một dạng ngôn ngữ hình thức đặc tả để thiết kế dữ liệu ngữ nghĩa được trích xuất từ các văn bản ngôn ngữ tự nhiên. UNL có thể được sử dụng như một ngôn ngữ chủ chốt trong các hệ thống dịch thuật hoặc được xem như là ngôn ngữ thể hiện kiến thức trong các ứng dụng truy xuất thông tin.
UNL được tạo ra tại Viện Nghiên cứu Cao cấp của Đại học Liên hợp quốc, tại Tokyo, và nó được phát triển từ quỹ UNDL, ở Geneva, Thụy Sĩ, cùng với một cộng đồng lớn các nhà nghiên cứu trên thế giới (gọi là Cộng đồng UNL)

### Cộng đồng UNL trên thế giới
- UNL Centre (Tokyo) Lưu trữ ngày 13 tháng 7 năm 2010 tại Wayback Machine
- UNL in Armenia Lưu trữ ngày 13 tháng 7 năm 2010 tại Wayback Machine
- UNL in Brazil Lưu trữ ngày 2 tháng 6 năm 2009 tại Wayback Machine
- UNL in Egypt
- UNL in France Lưu trữ ngày 30 tháng 3 năm 2012 tại Wayback Machine
- UNL in Germany Lưu trữ ngày 2 tháng 6 năm 2004 tại Wayback Machine
- UNL in India
- UNL in Indonesia Lưu trữ ngày 13 tháng 7 năm 2010 tại Wayback Machine
- UNL in Italy Lưu trữ ngày 14 tháng 6 năm 2004 tại Wayback Machine
- UNL in Japan Lưu trữ ngày 13 tháng 7 năm 2010 tại Wayback Machine
- UNL in Jordan Lưu trữ ngày 29 tháng 7 năm 2004 tại Wayback Machine
- UNL in Latvia
- UNL in Russia, UNL Russian Deconverter Lưu trữ ngày 30 tháng 4 năm 2010 tại Wayback Machine
- UNL in Spain Lưu trữ ngày 3 tháng 8 năm 2004 tại Wayback Machine
- UNL in Thailand Lưu trữ ngày 14 tháng 6 năm 2004 tại Wayback Machine